# Canon EOS 6D Mark II
La EOS 6D Mark II è una reflex digitale (DSLR) professionale da 26,2 megapixel, a pieno formato, prodotta da Canon.
Presentata il 29 giugno 2017 e posta in vendita in Italia nell'autunno dello stesso anno, la fotocamera va ad affiancare la Canon EOS 6D che tuttavia rimane in commercio dato che i due modelli si collocano in fasce di prezzo differenti.

## Caratteristiche principali
Le principali caratteristiche della 6D Mark II sono:
- nuovo sensore di immagini da 26,2 megapixel
- sistema autofocus a 45 punti nella modalità foto (con mirino attivo)
- scatto a raffica fino a 6,5 fotogrammi al secondo
- schermo tattile e orientabile su tre assi
- processore di immagine DIGIC7
- tecnologia Dual Pixel per la messa a fuoco a rilevamento di fase in modalità live view e video
- stabilizzatore d'immagine (solo software) per la modalità video
- risoluzione video fino a 1080p a 60 fps
- connettività wi-fi e Bluetooth, geolocalizzazione GPS
- resistenza ad acqua e polvere (tropicalizzazione)

## Novità rispetto alla versione base
La 6D Mark II presenta numerose novità rispetto alle altre pieno formato di Canon. Tra queste sicuramente vi sono lo schermo tattile e orientabile. Questa reflex per dimensioni e caratteristiche si può considerare la versione a pieno formato della Canon EOS 80D anche se con quest'ultima vi sono due differenze, ovvero l'assenza del flash e della presa per la cuffia.

## Accoglienza del pubblico e critiche
La fotocamera è stata molto attesa dato che è andata ad affiancare un modello (la 6D base) piuttosto longevo.
Le caratteristiche e le novità che il modello propone sono senz'altro apprezzate dai fotografi amatoriali (non professionisti). Malgrado questo, alcune critiche sono state mosse per la mancanza del video in 4K, possibilità che rimane in esclusiva al momento del lancio del modello di fascia professionale 5D Mark IV e 1D-X Mark II.